# Lilly Daché
Lilly Daché (Bègles, 10 ottobre 1898 – Louveciennes, 31 dicembre 1989) è stata una stilista francese.

## Biografia
Emigrò negli Stati Uniti nel 1924, trasferendosi dalla nativa Francia a New York City.
Nel 1931 si sposò con Jean Despres, produttore di profumi di origine francese, col quale collaborò durante il corso della loro vita.
Divenne famosa principalmente per i suoi tagli di copricapi, quali cappelli e turbanti.